# Code Geass
Code Geass: Hangjaku no Lelouch (japonsky コードギアス 反逆のルルーシュ, Kódo Giasu: Hangjaku no Rurúšu, v českém překladu Code Geass: Revoltující Lelouch, v oficiálním anglickém překladu Code Geass: Lelouch of the Rebellion) je japonský anime seriál z roku 2006, který vytvořilo studio Sunrise pod režijní taktovkou Goró Tanigučiho. Odehrává se v paralelním světě, kde dobyvačná Británie ovládla většinu světa včetně Japonska a hlavní hrdina, student Lelouch Lamperouge, se po získání tajemné schopnosti s názvem Geass rozhodne vést proti Británii vzpouru.
Po úspěchu seriálu vznikla od stejných tvůrců v roce 2008 druhá řada s podtitulem R2. Na základě seriálu vzniklo také několik OVA, her, light novel a mang.